# Toxicidad
La toxicidad es la capacidad de una sustancia química de producir efectos perjudiciales sobre un ser vivo y el ambiente que lo rodea, al entrar en contacto con él. Tóxico es cualquier sustancia, artificial o natural, que posea toxicidad. El estudio de lo tóxico se conoce como toxicología.
Ninguna sustancia química puede ser considerada no tóxica, puesto que cualquier sustancia (Incluso el agua o el oxígeno) es capaz de producir un efecto tóxico si se administra la dosis suficiente. Esto queda representado en la famosa frase de Paracelso «solo la dosis hace al veneno». Todas las sustancias poseen toxicidad; sin embargo unas tienen mayor toxicidad que otras. La intoxicación es el estado de un ser vivo en el que este se encuentra bajo los efectos perjudiciales de un tóxico.

## Etimología
El término toxicidad proviene del latín toxicus, que ha dado también en español el sustantivo tósigo, ‘veneno’. Ambos derivan del griego τοξικός (toxikós, ‘relativo al arco’), y este a su vez de τόξον (tóxon, ‘arco’, ‘flecha’).
El significado actual proviene de la expresión τοξικὸν φάρμακον (toxikón fármakon, ‘veneno [para aplicar] en las flechas’). Proviene del mito de Hércules sobre las 12 pruebas que le impuso la diosa Hera; en una de ellas, cuando ha de matar a la Hidra de Lerna, una serpiente de nueve cabezas, Hércules empapa la punta de las flechas con la sangre de la Hidra, que es venenosa. Y de ahí, la relación entre arco y veneno de la palabra tóxico.

## Factores que influyen en la toxicidad
La toxicidad de una sustancia química depende de:
1. Sus propias características químicas: toxicidad inherente (cuantía de la dosis tóxica —dosis mínima necesaria para producir efecto tóxico—, tipo de efecto tóxico y gravedad del mismo).
2. Dosis (cantidad de sustancia que entra en contacto con un ser vivo)
3. Características del organismo con el que entra en contacto

La toxicidad puede ser afectada por muchos factores distintos, como la vía de administración (por ejemplo si se es aplicada en la piel, ingerida, inhalada, inyectada), el tiempo de exposición, el número de exposiciones (solo una dosis única o múltiples dosis con el tiempo), la forma física de la toxina (sólida, líquida o gaseosa), la salud total de un individuo, y muchos otros. Pero varios de estos términos que solían describir estos factores se incluyen aquí:
- Exposición grave: una exposición única (sola) a una sustancia tóxica que puede causar el daño biológico severo o incluso la muerte; exposiciones agudas por lo general no son caracterizadas con una duración mayor a un día.
- Exposición crónica: Una exposición continua a una toxina durante un período prolongado, es moderado en meses o años.

## Manipulación de sustancias tóxicas

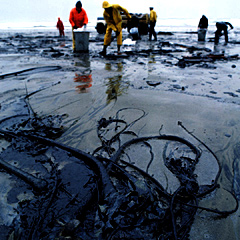
Vertido de petróleo en la costa.

El peligro de trabajar manipulando sustancias tóxicas se deriva principalmente del desconocimiento que puedan tener los trabajadores de los riesgos para la salud que tienen muchas sustancias químicas. Las sustancias químicas más nocivas que manipulan los trabajadores son de muy variada composición y de efectos muy diversos sobre la salud.
El Parlamento Europeo aprobó en 2006 un reglamento que establece un sistema de registro, evaluación, autorización y restricción de sustancias químicas (REACH). Este reglamento obliga a los fabricantes de productos químicos peligrosos causan el 25% de muertes a nivel mundial a demostrar que las sustancias que están comercializando son seguras para la salud pública y el medio ambiente. El REACH aprobado por el Parlamento Europeo entró en vigor parcialmente el 1 de junio de 2007. La obligación de registro es aplicable a partir del 1 de junio de 2008, pero en el caso de algunas sustancias, que deben ser objeto de un registro previo, se pondrá en marcha un régimen transitorio, que en algunos casos durará hasta el 1 de junio de 2018. No obstante, algunos grupos de sustancias (enumerados en el Reglamento) están exentos de la obligación de registro.
Los objetivos generales del reglamento REACH son entre otros los siguientes:
- Acabar con la falta de conocimiento sobre la peligrosidad de las sustancias químicas.
- Proteger a las personas y al medio ambiente de los compuestos peligrosos.
- Detectar, limitar y, si fuera necesario, hacer desaparecer de la circulación a las sustancias de riesgo.
- Transferir la responsabilidad sobre las sustancias de las autoridades a los productores químicos.
- Permitir la entrada de sustancias en el mercado solo si existe información específica disponible.
- Asegurar que existe información adecuada sobre todas las sustancias químicas y que esa información es transferida a todos los trabajadores que van a estar en contacto con ella.
- Fomentar la innovación para conseguir nuevas sustancias más seguras.
- Simplificar la reglamentación sobre productos químicos.[4]

Para cumplir la normativa legal sobre sustancias tóxicas en el lugar de trabajo es necesario llevar a cabo mediciones técnicas para determinar el nivel de una sustancia peligrosa. Estas mediciones obligatorias pueden consistir en:
- Realizando supervisiones permanentes en el lugar de trabajo.
- Realizando supervisiones periódicas a intervalos determinados.
- Realizando mediciones únicas.

Para que las mediciones resulten fiables requieren instrumentos de buena calidad, una configuración normalizada de la distribución de los instrumentos en el lugar de trabajo y una descripción precisa de este último, incluyendo aspectos como la ventilación y las tareas realizadas durante las mediciones. Cada Estado miembro de la UE tiene su propio procedimiento para llevar a cabo estas mediciones. Actualmente, el Comité Europeo de Normalización (CEN) está elaborando una norma para evaluar la exposición en el lugar de trabajo.
Todos los trabajadores que utilicen sustancias tóxicas en su lugar de trabajo tienen que utilizar obligatoriamente el equipo de protección individual adecuado, especialmente guantes, máscaras y mascarillas.
Normativa básica
- Accidentes graves frecuentes en la manipulación de sustancias peligrosas. Medidas básicas de prevención.[6]

## Tipos de toxicidad
Tipos de toxicidad en función de la acción ocasionada:
-         Toxicidad global, tipo de toxicidad que afecta a todas las células y tejidos sin selectividad.  Un ejemplo de mecanismo que desencadena toxicidad global es la necrosis (muerte celular de origen patológico), las sustancias que pueden desencadenar este proceso son ácidos y bases fuertes, agentes deshidratantes, oxidantes fuertes, y agentes alquilantes entre otros. 
-         Toxicidad selectiva, es la capacidad de un tóxico para actuar selectivamente sobre las diferentes células. La toxicidad selectiva explica por qué unos tóxicos afectan a una especie y no a otra, o dentro de un mismo organismo, a un órgano y no a otro.
El fenómeno de toxicidad selectiva exige, al menos, dos condiciones básicas:
A) Existencia de órganos diana susceptibles al tóxico, es decir, existencia de receptores. Los receptores son macromoléculas que pueden estar en la membrana plasmática, en el citosol o en el núcleo, a estos receptores se unen ligandos, tanto endógenos como exógenos.
Cuando el ligando se une al receptor se desencadena una respuesta, que en el caso de los tóxicos será una respuesta tóxica.
           - Características de los receptores biológicos:
1. Especificidad: el ligando y el receptor tienen especificidad entre sí. Es la capacidad que posee el receptor para permitir la unión de un tipo específico de moléculas y no de otra. 
2. Reversibilidad: la unión entre el ligando y el receptor se produce por enlaces débiles, por lo que la unión no es permanente. Algunos tóxicos se pueden unir a los receptores por enlaces más fuerte incluyendo enlaces covalentes, que producen una respuesta tóxica continua.
La reversibilidad es propia de la acción benéfica de los medicamentos; cuando la unión es irreversible suelen producirse efectos tóxicos.
3. Saturabilidad: existe un número finito de receptores biológicos. La respuesta máxima se produce cuando todos los receptores de una célula están ocupados, y a partir de este punto un aumento de la concentración del tóxico no implica un aumento de la respuesta. 
B) Existencia de mecanismos que modifiquen las concentraciones del agente en forma activa en la proximidad de los lugares efectores, estos mecanismos pueden ser: 
- Factores de tipo toxicocinético, que hacen que el tóxico llegue a los alrededores de sus receptores biológicos en unas concentraciones determinadas. 
La alteración de la absorción, distribución en el organismo, metabolismo y excreción del tóxico, afecta a su concentración en los alrededor de los receptores, modificando, por tanto, la intensidad de la respuesta tóxica. 
- Diferencias en la biotransformación, que conllevan las siguientes implicaciones: 
           a. aumento de la toxicidad de la sustancia
           b. disminución de la toxicidad de la sustancia
           c. eliminación de la sustancia sin alteración.
Los factores de los que depende la biotransformación pueden ser intrínsecos al tóxico y a la exposición o extrínsecos, pertenecientes al organismo. 
Un factor extrínseco sería la especie animal, en la que las diferencias en la biotransformación pueden ser tanto cualitativas (defecto o reacción peculiar de la especie), como cuantitativas (variaciones de niveles enzimáticos), un ejemplo es el Malatión, que desencadena respuesta tóxica en insectos, pero no en mamíferos. 
Estos mecanismos modifican la molécula pudiendo originar un producto más tóxico, o pueden aumentar la fracción activa al liberarlo de su unión a proteínas transportadoras. 
Además, el efecto no solo dependerá del número de receptores afectados, sino también de la velocidad o intensidad con la que estos mecanismos ocurran. 

Hay otros ejemplos de toxicidad selectiva:  
- Metales pesados, se unen a los grupos -SH presentes en las proteínas de algunos enzimas. 
- Monóxido de carbono (CO), actúa uniéndose a la hemoglobina, impidiendo el transporte adecuado de oxígeno. 
- Cianuro, se une a la citocromo oxidasa.
- Opioides exógenos, se unen a receptores opiáceos. 
A diferencia de la acción de los agentes necrosantes, el resto de sustancias químicas producen toxicidad selectiva en estructuras biológicas localizadas. 

## Toxicología
En la ciencia de la toxicología, el sujeto de tal estudio se hace sobre el efecto de una sustancia o de las condiciones externas y sus efectos deletéreos sobre seres vivos, sistemas de biológicos, órganos, tejidos, células. El concepto central de la toxicología es que los efectos dependen de la dosis.